# مول (شخصیت کارتونی)

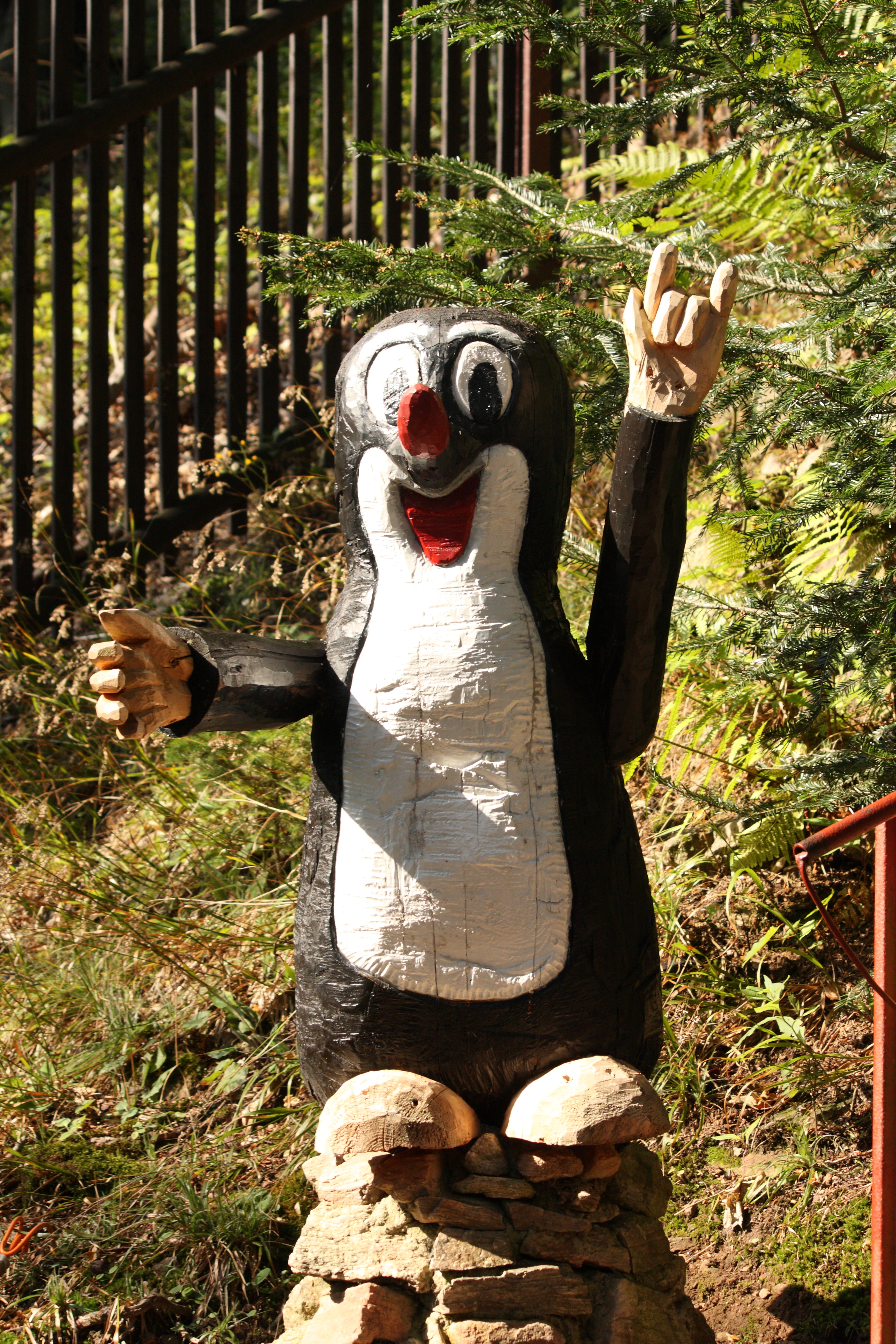
کرتک موش کور شخصیت کارتونی

مول یا موش‌کور با نامِ اصلی کرتک (چکی: Krtek) یک شخصیت شناخته‌شده کارتونی است که به‌دست انیماتور برجستهٔ اهل جمهوری چک، زدنیک میلر ساخته شد.
این شخصیت نخستین بار در مجموعه‌کارتون‌های کوتاهی با همین نام ظاهر شد و در جشنوارهٔ فیلم ونیز در سال ۱۹۵۷ میلادی به نمایش درآمد و پس از آن در سایر کشورهای جهان نیز محبوبیت یافت و به‌نمایش درآمد.
این کارتون در بسیاری از کشورهای اروپای مرکزی و همچنین در هند ، چین ، قزاقستان ، کرواسی ، فنلاند ، روسیه ، اوکراین ، بلاروس ، ایران ،عراق و ژاپن پخش شده است و محبوبیت زیادی کسب کرده است.
ساخت موسیقی این کارتون در بیشتر قسمت‌ها توسط وادیم پتروف انجام شده و برخی قسمت‌ها را نیز ییرژی اشترونر و میلوش واتسک به عهده داشته است. آهنگسازی این کارتون به‌دست میلان کیملیچکا انجام شد.
این کارتون در دههٔ ۶۰ خورشیدی از برنامهٔ کودک و نوجوان و در سال‌های گذشته از شبکهٔ پویا به‌نمایش درآمده است.

## مول، سوغات جمهوری چک!
مول، شخصیت کارتونی مورد علاقه ی خیلی از کشورهاست و علاوه بر این میتوان گفت که در زادگاه اش یعنی کشور جمهوری چک به نماد بدل شده است و سمبلی از کشور جمهوری چک است و در سوغاتی فروشی های جمهوری چک، عروسک های موش کور و لیوان ها، خودکار ها، چترها، تی شرت ها و... با تصاویر موش کور به عنوان سوغات جمهوری چک به فروش میرسند

## مول در فضا
عروسکی از مول در سالهای ۲۰۱۱ و ۲۰۱۸ توسط فضانورد اندرو جی. فیوستل به فضا برده شده است. 

## مول در سفر به دور دنیا
شکی در محبوبیت زیاد شخصیت مول وجود ندارد. عروسکی از مول در سال ۲۰۱۵ توسط دو توریست با نام های پاول زرزاوی و مارتینا لیبچیکا به سفر دور دنیا برده شده است!